# غلامرضا ایلخان
غلامرضا ایلخان سیاست‌مدار ایرانی بود، که در   دوره بیستم  بعنوان نماینده داراب و دوره بیست و یکم  بعنوان نماینده استهبان و نی‌ریز در مجلس شورای ملی حضور داشت.